# Stéphanie Lake
Petit ami : Phil Martens
Stéphanie Lake est un personnage de fiction du feuilleton télévisé Grand Galop. Il est interprété par l'actrice Sophie Bennett dans la saison 1 et 2 puis interprété par Lauren Dixon dans la saison 3.

## Le personnage
Stéphanie a 13 ans et a toujours été un garçon manqué. Elle est impulsive et bornée : quand elle décide quelque chose, personne ne peut la faire changer d'avis. Sa philosophie est d'« agir maintenant », ce qui la plonge bien souvent dans de nouveaux ennuis. Ce qu'elle aime le plus, c'est monter à cheval avec Carole et Lisa ses meilleures amies, et chanter. Elle n'aime pas l'école. Les gens pensent d'elle qu'elle est drôle, charmante et bonne cavalière. Elle est amoureuse de Phil Marsten. Steph a une jument anglo-arabe noire, nommée Belle. Son cheval attitré au Pin Creux, le centre équestre, est Comanche.